# Barry Leibowitz
Barry Steven Leibowitz (Nueva York, Estados Unidos, 10 de septiembre de 1945) es un exjugador de baloncesto israelí-estadounidense. Con 1.88 de estatura, jugaba en el puesto de base. Formó parte de la histórica plantilla de Israel que se hizo con la medalla de plata en el Eurobasket de Italia 1979. Moti Aroesti, Miki Berkovich y Leibowitz fueron los jugadores más importantes de aquella gesta, la única medalla conseguida por Israel en una competición oficial.

## Equipos
- Universidad de Long Island
- 1967 Pittsburgh Pipers
- 1967-1968 New Jersey Americans
- 1967-1968 Oakland Oaks
- 1968-1982 Hapoel Tel Aviv